# 楊鳳臺
楊鳳台（？—?），贵州独山州人，清朝政治人物、同進士出身。
嘉慶四年（1799年）己未科進士，三甲二十九名，后事不詳。